# AMF1 Driver Development Programme
O AMF1 Driver Development Programme é um programa criado pela equipe de Fórmula 1 da Aston Martin em 2022 com o objetivo de apoiar o desenvolvimento de pilotos de corrida, na tentativa de identificar futuras estrelas do automobilismo.

## Pilotos atuais
| Piloto           | Anos  | Categoria atual | Títulos como membro da academia             |
| ---------------- | ----- | --- | ------------------------------------------- |
| Jessica Hawkins  | 2021- | W Series (2021-2022) Campeonato Britânico de Carros de Turismo (2021) TCR UK Touring Car Championship (2022) Britcar (2023) British GT Championship (2024) | Nenhum como membro do Programa Aston Martin |
| Felipe Drugovich | 2022– | Campeonato de Fórmula 2 da FIA | Nenhum como membro do Programa Aston Martin |
| Tina Hausmann    | 2023- | Campeonato dos Emirados Árabes Unidos de Fórmula 4 (2024) F1 Academy (2024)                                                                                | Nenhum como membro do Programa Aston Martin |
| Jak Crawford     | 2024- | Campeonato de Fórmula 2 da FIA (2024) | Nenhum como membro do Programa Aston Martin |

## Ver Também
- Aston Martin na Fórmula 1